# Aire urbaine de Wissembourg (partie française)
L'aire urbaine de Wissembourg est une aire urbaine française centrée sur la ville de Wissembourg.

## Caractéristiques
D'après la définition qu'en donne l'INSEE, l'aire urbaine de Wissembourg est composée de 2 communes, situées dans le Bas-Rhin. Ses 8 584 habitants font d'elle la 352e aire urbaine de France.
Une seule commune de l'aire urbaine est un pôle urbain.
Le tableau suivant détaille la répartition de l'aire urbaine sur le département (les pourcentages s'entendent en proportion du département) :
| Département | Communes | Communes (%) | Superficie (km²) | Superficie (%) | Population (1999) | Population (%) |
| ----------- | -------- | ------------ | ---------------- | -------------- | ----------------- | -------------- |
| Bas-Rhin    | 2        | 0,4          | 51,42            | 1,1            | 8 584             | 0,8            |

L'aire urbaine de Wissembourg est rattachée à l'espace urbain Est.

## Communes
Voici la liste des communes françaises de l'aire urbaine de Wissembourg.
| Code INSEE | Commune     | Type                  | Département | Superficie (km²) | Population (1999) | Population (2008) | Densité (hab./km²) |
| ---------- | ----------- | --------------------- | ----------- | ---------------- | ----------------- | ----------------- | ------------------ |
| 67416      | Rott        | Commune monopolarisée | Bas-Rhin    | +0003,24         | +00 000414,       | +00 000474,       | +00146,29          |
| 67544      | Wissembourg | Pôle urbain           | Bas-Rhin    | +0048,18         | +0 0008 170,      | +0 0007 880,      | +00163,55          |
|            | Total       |                       |             | +0051,42         | +0 0008 584,      | +0 0008 354,      | +00162,46          |